# Xerém
El Xerém es un puré portugués, también consumido en Cabo Verde y Brasil. Se prepara con harina de maíz combinada con ingredientes tradicionales de cada región donde se prepara.
Las palabras xerém y xarém no tienen un origen conocido. Hay dos hipótesis para el origen etimológico de estas palabras.
- "Xerém" y "Xarém" se originan del vocablo árabe "zerem" que significa "patatas de grano".
- "Xerém" puede ser una palabra de origen yoruba "xe'ree", que designa al instrumento musical Chocalho que anuncia la llegada de la deidad Xangô al lugar.

## Brasil
En Brasil, es un platillo tradicional en la región noreste, especialmente en Pernambuco. El platillo contiene granos secos de maíz cocidos en agua y sal. También conocido como "arroz de pobre" y servido con leche o acompañado de pollo guisado o carne asada.
Es también popular en Minas Gerais, pero no con el mismo nombre "xerém", subi "canjiquinha", nombre dado al maíz molido, el cual es el ingrediente base para el platillo. Tradicionalmente, la canjiquinha de Minas Gerais es cocinada con costillas de cerdo, con distintas variaciones, menos frecuentemente con pollo, res o salchicha.

## Cabo Verde
En Cabo Verde, el xerém es considerado un platillo tradicional, contiene harina de maíz mezclada con agua, laurel, mantequilla y sal. También puede ser preparado con atún fresco, agua de coco, cebollas y gindungo.
Los hay distintos tipos con significados más específicos, por ejemplo, el xerém de fiesta que es preparado con manteca, carde de cerdo y cebollas. En otros casos, con frijoles, hojas de laurel, pimientos y tomates, que también puede ser preparado en fiestas.
En Isla Brava, durante el mes de junio, se celebra la Fiesta de Xarén, también desginada Fiesta del Tambor, que implica la preparación del xarém acompañado de un tambor, y a veces, por personas bailando Coladeiras.

## Portugal
En Portugal, el xarém (o xerém) es un platillo tradicional en la región de Algarve en el sur, y es común en la ciudad de Olhão. En esa ciudad, el platillo se prepara con almejas, tocino y jamón. Otros ingredientes son chicharrón, puerco y sardinas.
El platillo xarém con almejas fue uno de los candidatos a las Siete Maravillas de la Cocina Portuguesa, pero perdió en septiembre de 2011.